# 兩段式轉彎
两段式转弯（英語：two-stage turn），又称钩形转弯（英語：hook turn），是一种车速分流的方式，指的是车辆需要在十字路口等待进行跨道转弯的时候，从最靠边的外道一侧进行等待，而不是像通常那样在路中央的内道等待。这种转弯方式使得靠道路外侧行驶的慢速车辆不需要越过其他快车道并且干扰直行交通的情况下即可进行转弯。
常见的二段式转弯流程是：（在右侧行驶的情况下）原本直行的小型慢速交通工具（如自行車、獸力車）在十字路口需要进行左转时，必须在直行绿灯亮起后首先向前驶入十字路口，在路口右前方的左行横向道路前的待转区停车等待，直到直行交通灯变红、横向道路绿灯亮起时，方可开始左转通行；而左行的横向车辆虽然得到绿灯，仍需要等待转弯车辆完成转弯过程后才开始启动通行。在车辆靠左行驶的国家或地区中，两段式转弯的过程则与上述内容左右相反。
澳大利亚的墨尔本是使用二段式转弯的城市，在市中心许多路口法律规定必须如此跨道转弯，而且会有专门的指示牌及專用車道作以提醒。台湾也有機、慢車兩段轉彎的交通標誌。而在美國伊利諾伊州、中國大陸北京、德國、丹麥和荷蘭等地，也可見到二段式轉彎的標示，但這些地區的兩段式轉彎並非像台灣一樣僅要求機慢車，而是「全部車輛」或只有腳踏車需要兩段式轉彎。
上述國家和地区之多數道路仍使用傳統的交叉路口轉彎，未實施全部二段式轉彎。但在都市內交通已非常發達與擁擠下，不同車種使用同一道路，會使二段式左轉的效果變差，特別是內側車道往外側車道右轉的車輛與直行機車產生交織，因此需設置劃分島區隔快慢車道，作車種通行限制，並在車道上設立號誌時相警示，以方便各車種在直行與轉向時不衝突。
台灣設置有「機慢車兩段式左轉標誌」及內側車道標示禁行機車路口，因機車無法正常左轉靠左行駛，欲左轉的機車（排氣量250cc以下的機車）以及慢車（非機動車，例如腳踏車、獸力車）駕駛人，只能強迫進行兩段式左轉。未遵守標誌行駛的機車駕駛人，可依據道路交通管理處罰條例第48條第1項第2款：不依標誌、標線、號誌指示，裁罰新台幣600~1800元的罰鍰。而未依規定進行二段式轉彎，依據違反道路交通管理事件統一裁罰基準表裁罰機車駕駛人新台幣600元罰鍰，並記違規點數一點。

## 起源與背景

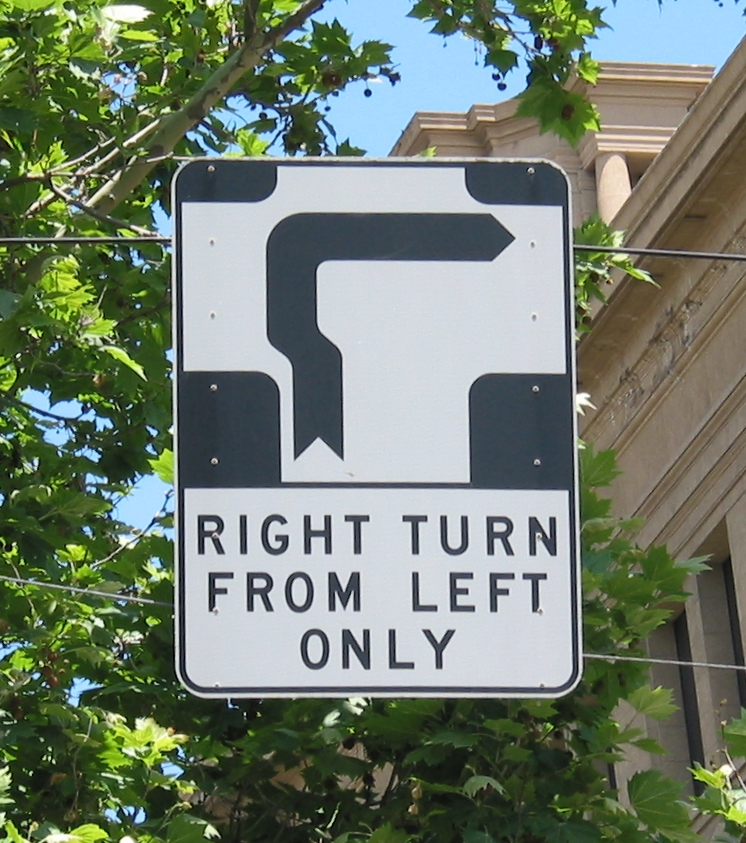
墨爾本二段式右轉標誌

澳洲為了在城市的有軌電車與主要道路平行時，在十字路口保持一段淨空。原本澳洲右轉時都需遵守二段式右轉，不過雪梨和紐卡斯爾在1939年取消二段式右轉，墨爾本在1954年也取消市區外的二段式右轉，但目前在市中心仍要二段式右轉。透過要求"所有"車輛從遠處車道就管制而不是從路口中間突轉彎，二段式右轉能夠避免車輛和有軌電車之間的衝突也無需額外的車道或改變的號誌。依據電腦計算，在大多數情況下，兩段式轉彎能顯著減少交通擁堵，特別是在整體交通流量很高的情況下。
而台灣開辦時則是由地方政府決定路口是否設置機車強制兩段式左轉。
1968年，台灣經濟邁入成長期，如台北市、高雄市等大都會城市路口交通呈現壅塞情況。為此，中華民國政府將違警條例、各縣市單行法規、交通違章辦法，整合成《道路交通管理處罰條例》，並依照條例的行政立法程序訂定《道路交通標誌標線號誌設置規則》。
涵蓋中華民國境內路口交通之交通標誌、號誌、標線細節的該規則，今有235條。而規則中將標誌定義如下：
- 以符號、圖案或簡明文字繪於一定形狀之標牌上，安裝於固定或可移動之支撐物體，設置於適當之地點，用以預告或管制前方路況，促使車輛駕駛人與行人注意、遵守之交通管制設施。

## 實施兩段式轉彎的地區

### 澳大利亚
澳大利亚的第二大城市墨尔本的内城区拥有全世界最大规模的有轨电车轻轨系统。因为墨尔本电车的轨道都部署在公路中央，而且法律规定电车在行驶中拥有优先路权，所以等待跨线转弯的机动车辆不允许在铺有轨道的道路中线上阻碍电车运行。加上墨尔本中央商业区许多街道只有双向四车道，如果除掉电车道每边只能剩下一个车道的空间，没法设置专门的转弯车道，因此交通法规定跨道右转（澳大利亚是左侧驾驶）的车辆在一些指定的十字路口必须采用二段式转弯，在路口左侧的道路外线与人行横道之间的空地中耐心等待，当直行交通灯变红、横向交通灯变绿时再开始转弯。墨尔本这条独特的交通规则也是世界上绝大多数二段式转弯的一个参考蓝本。
在悉尼开始重建轻轨系统时，两段式转弯也重新被提起引发激烈讨论。

### 台灣

臺灣機、慢車兩段左轉標誌

機、慢車兩段左轉標誌為中華民國現有《道路交通標誌標線號誌設置規則》之一種《道路遵行方向標誌》。該標誌為一圓形之指示「機車兩段左轉」的圖示標誌，亦可於標誌下方增設書寫中文「機慢車兩段左轉」的長方形文字附牌說明。而歸類於交通「遵」字號第20號的該類型台灣交通標誌。

#### 沿革

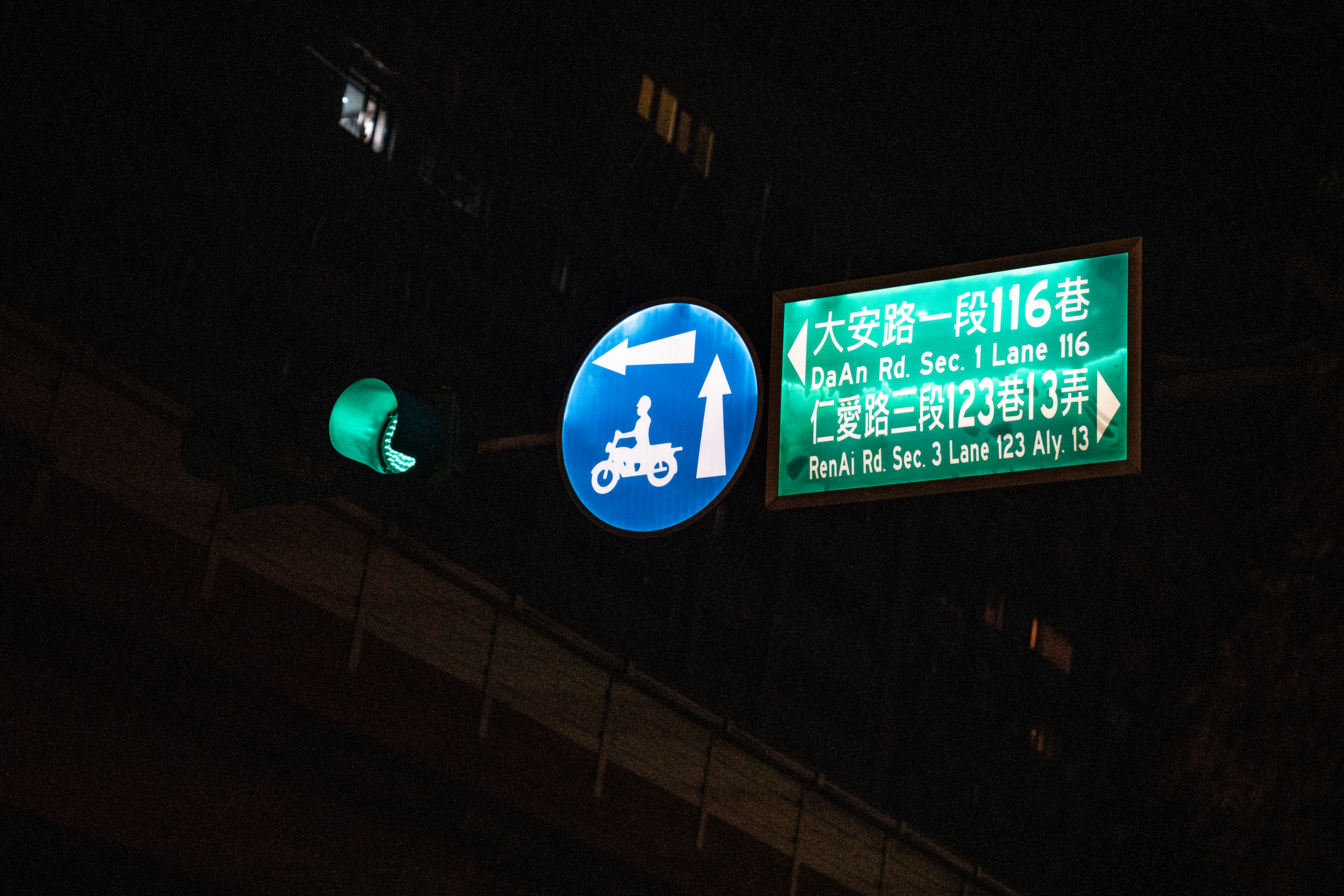
台北市兩段式轉彎標誌

可追溯到前臺北市市長楊金欉任內（1985），台北市共計有十九處路口有「機、慢車專用道」、十五處路口機車騎士必須以「二段式左轉」。時至1997年，臺北市政府開始明定「汽機車分流專案」、2000年，則由中華民國交通部提出「機車交通管理政策白皮書」，其中明確訂定汽機車分流的推動政策，此後，「機車專用道」與「機、慢車兩段式左轉」的設置漸行普遍。
雖然此設置規則於1968年通過，但因應時代變遷，於中華民國立法院三讀通過後歷經多次編修，一般來說，現今台灣大多標誌樣式皆為1994年所研修制定，而「機、慢車兩段左轉標誌」亦為其中之一。沒有符號標誌前，曾用綠底白字白邊行車指示性質告示牌書寫“左轉機、慢車至待轉區左轉”。
經過修正後，今台灣「機、慢車兩段左轉標誌」該標誌為一圓形之指示「機車及慢車兩段左轉」的圖示標誌，藍底白色圖案之標誌含有方向指示與一機車騎士圖樣，而標誌內騎乘機車之樣式，為1970年代台灣常見之三陽野狼125型式機車。除此，設置號誌者亦可於標誌下方增設長方形之直式書寫中文「機慢車兩段左轉」的文字附牌說明，該文字說明則為白底黑字。
基於台灣擁有全球最高的機車密度，歸類於交通「遵」字號第20號的該樣式台灣交通標誌，亦是目前全世界首創的僅有標誌。

#### 規則
經常於台灣各大都會路口看到的該機、慢車兩段左轉標誌，其作用為警告告示要左轉的排氣量250cc以下的機車，應遵照交通號誌的圖像指示，於交通號誌燈號顯示綠燈直行時，不可在內側等待，而是應先行駛至右前方路口的待轉區或車輛停止線前方等待，等橫向的號誌顯示綠燈直行時，方可繼續行駛，並完成兩段式左轉。
依道路交通安全規則第99條：
機車行駛至交岔路口，其轉彎，應依標誌或標線之規定行駛；無標誌或標線者，應依第一百零二條及下列規定行駛：

一、內側車道設有禁行機車標誌或標線者，應依兩段方式進行左轉，不得由內側或其他車道左轉。
二、在三快車道以上單行道道路，行駛於右側車道或慢車道者，應以兩段方式進行左轉彎；行駛於左側車道或慢車道者，應以兩段方式進行右轉彎。

設有劃分島劃分快慢車道之道路，在慢車道上行駛之車輛不得左轉，在快車道行駛之車輛不得右轉彎。但另設有標誌、標線或號誌管制者，應依其指示行駛。
前項第二款之車道數，以進入交岔路口之車道計算，含快車道、慢車道、左、右轉車道、車種專用車道、機車優先道及調撥車道。

#### 改善方式
一般公路無中央分隔島，有內側車道與外側車道和機慢車道，於路口上設立三段式號誌時相警示，以方便各車種在直行與轉向時不衝突。第一段直行綠燈:內側車道與機慢車禁止左轉。第二段紅燈+左轉綠燈:內側車道與機慢車可左轉，外側車道停車。第三段紅燈:全車種停車，人行道綠燈。

#### 標語
交通部公路總局常以標語、海報方式宣導民眾應兩段式轉彎，下列所示：
「機車待轉有耐心，兩段左轉最安心」、「機車左轉非小事，切記使用兩段式」

## 爭議
中華民國交通部雖以各縣市交通局（處）以及學術單位等各項實證研究主張兩段左轉之安全性，卻引起民間團體質疑。
TMRA台灣摩托車友協會指出：交通部交安宣導單位與民間交安宣導單位從不教育駕駛人車速分道(左駕國家快左慢右)、車流分向(左轉前打方向燈、看後視鏡同時快速轉頭查看，並禮讓它車循序變換至左側車道等待左轉號誌)，使得人民無從學習基本的安全與禮讓駕駛觀念，衍生出許多車輛於外側車道左轉，或內側車道右轉的重大事故。
其他團體指出：中華民國政府劃設機車待轉區於中外側車道前面，未實施車種分流，在塞車時，將待轉機車群逼入危險的車道中央，增加機車受衝撞的機率，導致更多嚴重交通事故；兩段左轉的設置也因為沒有考量到個別路口特殊情況，而全面增設待轉標誌，亦曾引起用路人與執法者的爭議。相關的機車騎士團體包含「機車革命黨」、「台灣摩托車友協會(TMRA)」等，皆認為機車之所以為「高事故，且最低A1肇事率車種」(註)，是因為缺乏防禦性駕駛訓練，不能以工程的方式全面剝奪路權，更發動所謂的「待轉大富翁」行動，在路口不斷合法迴圈以表達訴求；另一民間團體「車禍防治聯盟」則認為，應先確保安全、再爭取路權，因為不論左轉或右轉車與直行車無數個車禍，顯示民眾行車安全意識不足，認為「有了路權，不等於有安全」。
車流尖峰時期，待轉格機車幾乎都會溢出，猶如「待轉大富翁」，也增加直行車的危險。
這種情形發生的時候，有些機車騎士不知道如何應對，可能會直接停在於斑馬線上，影響行人通行權益，但並無證據證明因此導致臺灣被冠上行人地獄的封號。

## 規避兩段式左轉方式
由於兩段式左轉對於機車而言，較為耗時、不安全（容易被路口車禍之車輛波及和影響行人安全），因此不少機車族會使用下列方式（有些合法有些不合法）規避兩段式左轉
- 逆二段式待轉（高雄式左轉）：在直行紅燈時，逆向行駛至同側的對向路口等待紅燈，綠燈時再逆向直行並左轉，可以節省一次等紅燈的時間，也有部分機車騎士則有下車用牽的方式，以行人路權的方式規避罰則，另外部分汽車因來不及切內線左轉，亦採用逆兩段左轉
- 右轉再迴轉：部分機車騎士為了規避兩段式左轉，採右轉再迴轉後變直行模式，以減少等紅燈時間，此法亦常見於禁止左轉之路段
- 直行到非兩段式路口迴轉再右轉：部分道路因為路幅不大，非每個路口有強制兩段式左轉標誌標線，部分機車族直行到無兩段式左轉支路口，再行迴轉到欲左轉之道路再右轉
- 理性或非理性抗議：台灣機車路權促進會要求政府單位取消強制兩段式左轉之規定，讓民眾自由選擇，例如新北市政府取消部分強制兩段式左轉標誌標線，改用路牌告知民眾是否可以免兩段式左轉之標示，以及機車左轉等待區因應。

## 相關鏈結
- 道路交通標誌標線號誌設置規則（页面存档备份，存于）
- 103年第48週內政統計通報103年1-10月警察機關交通執法概況-（附件 表五、歷年A1類道路交通事故車種別肇事率 單位：件/萬輛） （页面存档备份，存于）